# Beatrice Egli
Pour les articles homonymes, voir Egli (homonymie).
Beatrice Egli, née le 21 juin 1988 à Pfäffikon,, est une chanteuse suisse germanophone de Schlager. Elle est connue notamment pour avoir  remporté la dixième édition de l'émission de télévision Deutschland sucht den Superstar.

## Débuts
Beatrice Egli a grandi dans une famille d'amateurs de musique et chante depuis l'âge de neuf ans. Elle commença à prendre des cours de chant à l'âge de 14 ans et à chanter dans des festivals de musique folk.
En 2007, elle débuta une collaboration avec Lys Assia, une artiste établie dans le monde de la musique. Elle publièrent ensemble l'album Sag mir wo wohnen die Engel. En 2009, Beatrice Egli participa à l'émission Musikantelstadl dans laquelle elle fit une performance.  Après avoir achevé une formation de coiffeuse et travaillé deux ans dans ce métier, elle entra en 2011 à l'école pour acteur de Hambourg avant de postuler en 2013 pour l'émission Deutschland sucht den Superstar qu'elle remporta.

## Discographie

### Albums
| Année | Album                       | Classement | Classement | Classement |
| Année | Album                       | AUT        | GER        | SWI        |
| ----- | --------------------------- | ---------- | ---------- | ---------- |
| 2007  | Sag mir wo wohnen die Engel | —          | —          | —          |
| 2008  | Wenn der Himmel es so will  | —          | —          | —          |
| 2011  | Feuer und Flamme            | 9          | 43         | 12         |
| 2013  | Glücksgefühle               | 2          | 2          | 1          |
| 2013  | Pure Lebensfreude           | 5          | 7          | 1          |
| 2014  | Bis hierher und viel weiter | 3          | 3          | 1          |
| 2016  | Kick im Augenblick          | 2          | 3          | 3          |
| 2018  | Wohlfühlgarantie            | 2          | 2          | 1          |
| 2019  | Natürlich !                 | 4          | 2          | 1          |
| 2020  | Mini Schwiiz, mini Heimat   |            |            |            |
| 2021  | Alles was du brauchst       |            |            |            |
| 2023  | Balance                     |            |            |            |

### Singles
| Année | Single                              | Classement | Classement | Classement | Album                       |
| Année | Single                              | AUT        | GER        | SWI        | Album                       |
| ----- | ----------------------------------- | ---------- | ---------- | ---------- | --------------------------- |
| 2007  | "Sag mir wo wohnen die Engel"       | —          | —          | —          | Sag mir wo wohnen die Engel |
| 2013  | "Mein Herz"                         | 1          | 1          | 1          | Glücksgefühle               |
| 2013  | "Jetzt und hier für immer"          | —          | —          | —          | Glücksgefühle               |
| 2013  | "Verrückt nach Dir"                 | 55         | 48         | 53         | Pure Lebensfreude           |
| 2014  | "Irgendwann"                        | 66         | 87         | 44         | Pure Lebensfreude           |
| 2014  | "Auf die Plätze, fertig, ins Glück" | 65         | 75         | 61         | Bis hierher und viel weiter |
| 2015  | "Wir leben laut"                    | —          | —          | —          | Bis hierher und viel weiter |
| 2016  | "Kick im Augenblick"                | —          | —          | —          | Kick im Augenblick          |
| 2016  | "Fliegen"                           | —          | —          | —          | Kick im Augenblick          |
| 2016  | "Wo sind all die Romeos"            | —          | —          | —          |                             |
| 2017  | "Federleicht"                       | —          | —          | —          | Kick im Augenblick          |
| 2017  | "Herz an"                           | —          | —          | 89         | Wohlfühlgarantie            |
| 2019  | "Terra Australia"                   | —          | —          | —          | Natürlich !                 |
| 2019  | "Rock mis Härz"                     | —          | —          | —          | Natürlich !                 |